# Желиці (Великопольське воєводство)
Желиці (пол. Żelice, нім. Hörnerklang) — село в Польщі, у гміні Вонґровець Вонґровецького повіту Великопольського воєводства.
Населення — 567 осіб (2011).
У 1975-1998 роках село належало до Пільського воєводства.

## Демографія
Демографічна структура станом на 31 березня 2011 року:
|          | Загалом | Допрацездатний вік | Працездатний вік | Постпрацездатний вік |
| -------- | ------- | ------------------ | ---------------- | -------------------- |
| Чоловіки | 296     | 71                 | 205              | 20                   |
| Жінки    | 271     | 61                 | 167              | 43                   |
| Разом    | 567     | 132                | 372              | 63                   |